# رومان زينتسوف
رومان زينتسوف (بالروسية: Роман Зенцов؛ مواليد 10 سبتمبر 1973) هو مُقاتل فنون قتالية مختلطة روسي مُعتزل.

## وصلات خارجية
- رومان زينتسوف على موقع بوكس ريك (الإنجليزية) (registration required)
- رومان زينتسوف على موقع شيردوغ (الإنجليزية)
- رومان زينتسوف على موقع IMDb (الإنجليزية)